# Thlipsohealdia
Thlipsohealdia is een geslacht van uitgestorven kreeftachtigen uit de klasse van de Ostracoda (mosselkreeftjes).

## Soorten
- Thlipsohealdia abadia Becker, 1989 †
- Thlipsohealdia gustalapiedra Becker, 1989 †
- Thlipsohealdia insolens Pranskevichius, 1972 †